# محوطه و گورستان سورن تک
محوطه و گورستان سورن تک مربوط به صدر اسلام است و در شهرستان رضوانشهر، روستای دشت دامان واقع شده و این اثر در تاریخ ۱۹ مرداد ۱۳۸۴ با شمارهٔ ثبت ۱۲۸۳۷ به‌عنوان یکی از آثار ملی ایران به ثبت رسیده است.